# Danaea lingua-cervina
Danaea lingua-cervina är en kärlväxtart som beskrevs av Christenh. och Tuomisto. Danaea lingua-cervina ingår i släktet Danaea, och familjen Marattiaceae. Inga underarter finns listade i Catalogue of Life.